# Tedania sarai
Tedania sarai är en svampdjursart som beskrevs av Bertolino, Schejter, Calcinai, Cerrano och Bremec 2007. Tedania sarai ingår i släktet Tedania och familjen Tedaniidae. Inga underarter finns listade i Catalogue of Life.